# Правові системи Європи
Правові системи Європи є різноманітними і швидко змінюються сьогодні. Європа бачила
народження як Римської імперії так і Британської імперії, які лежать в основі двох
домінуючих форм правових систем – континентальної і загального права. 

## Історія

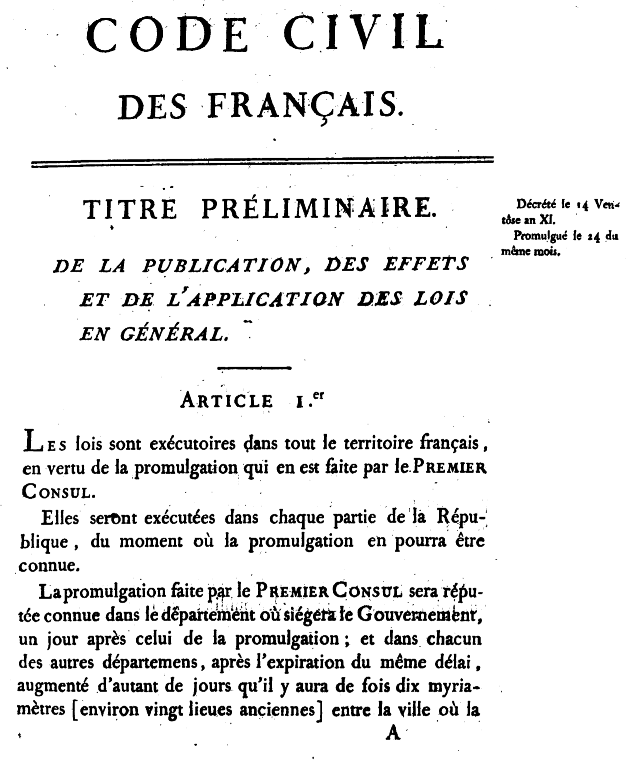
Перша сторінка з видання 1804 Наполеонівського Кодексу

Правова система Європи має різноманітну історію. Римське право перенесло серйозну
кодифікацію в Corpus Juris Civilis імператора Юстиніана, а пізніше розвилося в середні віки за допомогою середньовічних правознавців.
У середньовічній Англії, судді зберегли більшу силу, ніж судді, що діяли на континенті, і почали розвивати прецедентне право. Спочатку цивільне право було загальним в правовій системі більшості країн Європи, але з ростом націоналізму в країнах Північної Європи 17-го століття і під час Французької революції, воно стало ламатися на окремі національні системи. Ця зміна була викликана розвитком окремих національних кодексів з яких французький кодекс Наполеона, німецькі і швейцарські кодекси були найбільш впливовими. Приблизно в цей же час в цивільне законодавство включено багато ідей, які пов'язані з Просвітництвом. Право Європейського союзу ґрунтується на
кодифікованому зводі законів, які викладено в договорах. Однак правова система  Європейського Союзу, з'єднується з прецедентом у судовій практиці Європейського Суду. Відповідно до його історії, інтерпретація європейського права менше покладається на політичні міркування, ніж закони США.  

## Наднаціональне право
- Рада Європи
  - Конвенція про захист прав людини і основоположних свобод
- Право Європейського союзу

## Правові системи за країнами
| - Правова система Албанії - Правова система Андорри - Правова система Вірменії - Правова система Австрії - Правова система Азербайджану - Правова система Бєларусі - Правова система Бельгії - Правова система Боснії та Герцоговини - Правова система Болгарії - Правова система Хорватії - Правова система Кіпру - Правова система Чеської Республіки - Правова система Данії - Правова система Естонії - Правова система Фінляндії - Правова система Франції - Правова система Грузії - Правова система ФРН | - Правова система Греції - Правова система Угорщини - Правова система Ісландії - Правова система Італії - Правова система Казахстану - Правова система Латвії - Правова система Ліхтенштейну - Правова система Литви - Правова система Люксембургу - Правова система Македонської республіки - Правова система Мальти - Правова система Молдови - Правова система Монако - Правова система Чорногорії - Правова система Голландії - Правова система Норвегії - Правова система Польщі - Правова система Португалії | - Правова система Ірландської республіки - Правова система Румунії - Правова система Росії - Правова система Сан-Марино - Правова система Сербії - Правова система Косово - Правова система Словаччини - Правова система Словенії - Правова система Іспанії - Правова система Швеції - Правова система Швейцарії - Правова система Туреччини - Правова система України - Правова система Великої Британії - Правова система Англії та Уельсу - Правова система Північної Ірландії - Правова система Шотландії - Правова система Ватикану |

## Залежності, автономії та території
| - Правова система Абхазії - Правова система Аджари - Правова система Аланду - Правова система Акротирі і Декелії - Правова система Криму - Правова система Фарерських островів | - Правова система Гібралтару - Правова система Гернсі - Правова система Мену - Правова система Джерсі - Правова система Нагорного Карабаху - Правова система Нахічевану - Правова система Турецької республіки Північного Кіпру |